# Enrique Ernesto de Stolberg-Wernigerode
Enrique Ernesto de Stolberg-Wernigerode (en alemán: Heinrich Ernst (posteriormente Henrich Ernst) zu Stolberg-Wernigerode; Wernigerode, 7 de diciembre de 1716 - Halberstadt, 24 de octubre de 1778) fue un político alemán, canónigo, deán y autor de muchos himnos. También publicó algunas poesías y colecciones de canciones. Fue conde de Stolberg-Wernigerode desde 1771 hasta su muerte.

## Biografía
Enrique Ernesto era el mayor de los hijos supervivientes del Conde Cristián Ernesto de Stolberg-Wernigerode. Su madre, la Condesa Sofía Carlota de Leiningen-Westerburg, estuvo fuertemente influenciada por el Pietismo y crio a su hijo en este espíritu. Enrique Ernesto estudió en las universidades de Halle y Gotinga y, ya en 1739, recibió una prebenda en el capítulo catedralicio en Halberstadt; este nombramiento fue confirmado por el rey Federico II de Prusia. También en 1739, le fue concedida la Orden de Dannebrog por el rey Cristián IV de Dinamarca.
Su padre lo involucró en el gobierno del condado desde una joven edad y después de 1742 asistió con constancia a las reuniones de la Cámara de Wernigerode. Estuvo involucrado, por ejemplo, en el desarrollo de la industria de la turba en el monte Brocken, fundándose en 1743 una factoría de turba en Brocken que recibió el nombre Heinrichshöhe.
Durante la vida de su padre amplió el departamento de himnología de la biblioteca del conde, y coleccionó y compuso él mismo casi 400 himnos. También dio apoyo a la poetisa popular Anna Louisa Karsch. En 1763 encargó al pintor Johann Georg Ziesenis una pintura del rey Federico II de Prusia hasta las rodillas. 
Después de la muerte de su padre el 25 de octubre de 1771, Enrique Ernesto, con 55 años de edad, asumió el gobierno del condado de Wernigerode, donde promovió la forma más pietista de la vida religiosa.

## Matrimonio e hijos
Enrique Ernesto contrajo matrimonio el 11 de diciembre de 1738 en Sorau con María Isabel, hija del Conde Erdmann II de Promnitz, que murió el 29 de julio de 1741 en Wernigerode a consecuencia del parto de su segunda hija.
- Carlota Augusta (9 de octubre de 1740 - 20 de septiembre de 1741)
- Una hija (1741-1741).

Después de un año de luto, contrajo matrimonio por segunda vez, en Köthen, con la Princesa Cristiana Ana de Anhalt-Köthen, hija del Príncipe Augusto Luis y su segunda esposa, la Condesa Emilia de Promnitz (haciéndola a ella una sobrina de su primera esposa). Su hijo y heredero nació de este matrimonio:
- Cristián Federico (1746-1824)

desposó a Augusta Leonor de Stolberg-Stolberg (1748-1821)
- Augusta Federica (4 de septiembre de 1743 - 9 de enero de 1783)

desposó en primeras nupcias el 5 de diciembre de 1767 a Gustavo Federico de Isenburg-Büdingen (7 de agosto de 1715 - 12 de febrero de 1768)
desposó en segundas nupcias el 24 de septiembre de 1768 a Luis Casimiro de Isenburg-Büdingen (25 de agosto de 1710 - 15 de diciembre de 1775)
desposó en terceras nupcias el 26 de junio de 1777 a Friedrich von Wendt (m. 24 de septiembre de 1818)
- Luisa Fernanda (30 de septiembre de 1744 - 3 de febrero de 1784)

desposó el 13 de junio de 1766 al Príncipe Federico Erdmann de Anhalt-Pless (1731-1797)

## Obras
- Poemas Religiosos, editados por Siegmund Jakob Baumgarten, 4 vols, Halle, 1748-52.
- Der sel. u. sichere Glaubensweg eines ev. Christen in gebundene Rede gebracht, Wernigerode 1747
- Neue Sammlung geistlicher Lieder, Wernigerode, 1752 [editor], incluyendo su canción: Fort, fort, mein Herz, du mußt stets aufwärts steigen